# Comitatul Burlington, New Jersey
Comitatul Burlington (în engleză Burlington County) este un comitat din statul New Jersey, Statele Unite ale Americii.